# Araceli Ramírez Maqueda
Araceli Ramírez Maqueda (Monturque, Córdoba; 16 de julio de 1956-Tarrasa, Barcelona; 22 de marzo de 2016) fue una abogada, activista, defensora de los derechos de la mujer y feminista española.

## Biografía
De origen cordobés, emigró a la ciudad de Tarrasa en 1963 junto con sus padres y su hermana. Cursó los estudios primarios obligatorios en el Colegio Nacional Torrella y en la Escuela de Francia. Con catorce años, en 1971, empezó a trabajar como dependienta en una tienda para ayudar a la economía familiar y un año más tarde, a fin de compaginar trabajo y estudios, se matriculó para hacer el bachillerato nocturno en el Instituto Blanxart de Tarrasa. En 1977 inició sus estudios de derecho en la Universidad de Barcelona, también en horario nocturno, compaginándolos con su trabajo de administrativa en un pequeño taller de confección. En 1986 se formó, así mismo, como alfabetizadora para gente adulta. Inició su carrera laboral como abogada en 1989, los primeros 9 años en Barcelona, trasladándose después a ejercer a Terrasa. 

### Labor social
Se integró en el movimiento feminista, siendo muy activa y participando en campañas reivindicativas para la igualdad de la mujer y en diferentes marchas, participando en la marcha mundial de mujeres contra la pobreza y la violencia celebrada en Nueva York en 2000. Fue una de las fundadoras, en 1986, del Casal de la Dona de Terrasa entidad dedicada a la defensa de los derechos de la mujer y de ayuda a mujeres violadas y maltratadas. Desde su posición como abogada en el Il·lustre Col·legi d’Advocats de Terrassa promovió el lenguaje no sexista en la documentación jurídica e impulsó la creación de las comisiones para la Violencia Doméstica (2004) y de Defensa de los Derechos Humanos (2009). 

### Otros afines
Hija y hermana de cordobeses, se integró a la sociedad catalana y a la vida cultural y social de la ciudad de Terrasa. En 1987 se integró a un grupo de danza catalana con el que recorrió el mundo. En 1988 fundó el grupo de cultura popular Treure Ball de Terrasa, del que fue la presidenta. 
En reconocimiento a su labor, recibió un homenaje del ayuntamiento de Terrasa en mayo de 2014.
Falleció el 22 de marzo de 2016.